# تقي الدين باشا
تقي الدين باشا المدرس ولد في حلب حوالي عام (1230ه‍/1815م) وتوفى في إسطنبول عام(1310ه‍/1892م)، تولى منصب والي بغداد لمرتين الأولى خلفاً للوالي نامق باشا وكانت من سنة (1867-1868م) وخلفه مدحت باشا والثانية أصبح خلفاً للوالي عبد الرحمن نور الدين باشا وكانت من سنة (1879-1886م) وخلفه مصطفى عاصم باشا.

## السيرة
تقي الدين باشا ابن الشيخ عبد الرحمن أفندي ابن الشيخ حسن أفندي المدرس. كانت ولادته سنة (1230ه‍)، تقريبا.
قرأ على أفاضل الشيوخ في بلده، وحصل على طرفاً صالحاً من العلوم العربية والفقهية واللسان التركي، وتولى إفتاء حلب سنة (1256ه‍).
وبعد سنتين حصلت الواقعة المشهورة بأسم (قومة البلد) أو قومة حلب، وكثر هنا القيل والقال، وأتهم بأن له دخلاً فيها، فضاق بذلك ذرعاً، ووجد ان النزوح عنها أولى به، فتوجه إلى بلاد الحجاز وأدى فريضة الحج سنة (1268ه‍). وعاد من هناك إلى الاستانة، ولم يحضر إلى حلب وهناك غير زيه العلمي، ولبس الطربوش،

## المناصب
وعند وصوله إلى إسطنبول (الإستانة) ولقائه بالمسؤولين فيها عُيِّن متصرفاً على مدينة قارص ثم إلى أورفة ثم أدنة ثم كركوك وبعدها الموصل فبغداد، تولى تقي الدين باشا منصب والي بغداد للمرة الأولى خلفاً للوالي نامق باشا وذلك سنة (1868م). وكانت البصرة وقتئذ مرتبطة ببغداد، ثم سيراس ثم الحجاز، وكانت توليته للحجاز سنة (1291ه‍).
وقد ذكره السيد أحمد زيني دحلان في تاريخه ( خلاصة الكلام في بيان أمراء البلد الحرام) فقال في حوادث هذه السنة:(توفي والي الحجاز محمد رشدي باشا الشرواني الداغستاني) وتولى بعده تقي الدين باشا الحلبي، وكان مفتياً في حلب كأبيه من قبله، ثم وقعت فتنة في حلب أتهم بالتسبب لها، فوقع بينه وبين أهل حلب تنافر، فعزل من الفتوى وتوجه إلى دار السلطنة، ودخل في سلك الملكية، وأعطي رتبة الوزارة، وترقى وولي ولايات منها بغداد، وليها سنة واحدة بعد نامق باشا، ثم عزل من بغداد،
وجاء إلى دار السلطنة، ثم أعطي ولاية الحجاز سنة إحدى وتسعين بعد وفاة الشرواني، فقدم في ذي القعدة من السنة المذكورة، وفي شهر ذي القعدة من سنة أربعة وتسعين عزل منها.

## ولايته الثانية لبغداد
```
ثم عُيِّن في بغداد للمرة الثانية. وبعد عزل الوالي عبد الرحمن باشا في سنة (1304ه‍/ 1880 م) بعد فشله في حل قضية ثورة 
آل السعدون
 في الجنوب وحل محله في الولاية الوالي تقي الدين باشا.
[
3
]
  استعفى(أحيل على التقاعد)  تقي الدين باشا وعاد إلى حلب، فوصلها في ( 23 رجب 1304ه‍) كما ذكرت 
جريدة الفرات الرسمية
، فبقي مقدار شهرين ثم توجه إلى الاستانة، وله فيها منزل فأقام فيه إلى ان توفي في رمضان سنة (1310ه‍). ووقف كتبا كثيرة فيها المخطوط والمطبوع على المدرسة العثمانية بحلب، وضعت مع الموقوفة من زمن الواقف، وأرسل هذه الكتب من بغداد، ووقف جميع أملاكه على المدرسة المذكورة، وشرط في كتاب وقفه ان يقرأ في كل يوم بعد صلاة الصبح ثلاثون جزءاً من القرآن يقرأها ثلاثون طالباً، وشرط لكل قارئ ثلاثين قرشاً في الشهر، والعمل جار على ذلك إلى يومنا هذا.
[
4
]
```

## أخباره من الدفتري
أشار مير بصري إلى سيرة حياة تقي الدين باشا فيذكر: أنه كان متصرف شهرزور ثم والي بغداد (1868-69) وعين والياً على بغداد للمرة الثانية سنة (1880م) إلى إستقالته (1887م) ومضى إلى إسطنبول حيث توفي هناك سنة (1892م). ويذكر مير بصري أيضاً ان محمود صبحي الدفتري أخبره: ان تقي الدين ينتمي إلى أسرة علمية تعرف بآل المدرس الحلبي، وقد ولي أمور بغداد مرتين، وقد نشأ نشأة دينية وأصبح مفتي حلب. كان لبقاً فطناً جريئاً إلى حد لا يتفق وحرمة الإفتاء، فعزله الوالي.
وقرر الشيخ تقي الدين ان يشخص إلى الإستانة ليشكوا والي حلب إلى الصدر الأعظم، لكنه رأى الذهاب أولاً إلى المدينة المنورة ليتبرك بزيارة قبر الرسول الأعظم ثم يعرج من ثم على دار الخلافة.
ولما وصل إليها بعد مضي وقت طويل، سأل عن الصدر الأعظم فقيل له انه نفس الوالي الذي تركه في حلب وقد أستدعي خلال ذلك إلى العاصمة وقلد منصب الوزارة. ولم يفت ذلك في عضد الشيخ فطلب مواجهة الصدر الأعظم وقال له: يا سيدي، لقد عزلتني بغير حق. وقد جئت إلى الإستانة لأشكو أمري إلى الصدر الأعظم بعد ان زرت قبر النبي، فالآن أشكوا إليك والي حلب سائلاً إياك النصفة والعدل. فابتسم رئيس الوزارة وقال: أيها الشيخ، إنك أصلح للإدارة منك للقضاء، فهل ترضى أن تخلع العمامة والقفطان فتكون متصرفاً؟. قال: نعم. وعُيِّن تقي الدين بك متصرفاً وأظهر في منصبه الجديد مقدرة وكفاءة، ولم يمض طويل وقت حتى عين والياً في بغداد، وعمره نحو 35 سنة.

## نادرة
وبلغ من ذكاء تقي الدين باشا انه كان يزور الإستانة ذات مرة فدعي إلى مقابلة السلطان عبد الحميد. فلما مثل بين يديه وإنحنى ليلثم أذياله فسقط الوسام المعلق على صدره، فما كان من الوالي إلا ان قال: إن الوسام يقبل أقدام مولانا صاحب الجلالة ويسأله الترفيع. فأمر السلطان بمنحه وساماً أعلى درجة.
إن ولاية تقي الدين باشا الأولى لم تدم سوى سنة وبضعة شهور. وقد حدثت مشكلة ابان فترة ولايته بين قاضي بغداد والقنصل الفرنسي المعتمد وذلك في عام (1868م) حيث أدت إهانة القنصل الفرنسي للقاضي في عيد ميلاد السلطان عبد العزيز الأول بالإمساك بلحيته إلى هيجان لدى المجتمع البغدادي عازمين على مهاجمة القنصلية الفرنسية وقتل القنصل بعدها اجتمع الوالي بأعيان المدينة وطلب منهم تهدئة الموقف وبعدها قام الوالي بقطع علاقته بالقنصل وطلب من الحكومة الفرنسية بسحب القنصل وقد استجابت الحكومة الفرنسية لطلب الوالي كما قام الباب العالي بعزل القاضي وبذلك هدأت الأمور في بغداد.

## أعماله
- في ولايته الأولى وافق تقي الدين باشا سنة (1868ه‍) على فتح دوائر بريد بريطانية هندية في بغداد والبصرة، وبعد عشرة أعوام حلت محلها دوائر بريدية تركية منظمة. وكانت العجلات (العربات التي تجرها الخيل) ما زالت نادرة ولم يكن ببغداد من الطرق أو الشوارع التي تصلح لسيرها الا قليلا.
- وفى سنة (1886ه‍) من ولاية تقي الدين باشا الثانية شرع نظام الخدمة العسكرية الإجبارية، وقصر تطبيقه على المسلمين.
- وفي نفس العام فتحت عدد من الدول العالمية قنصليات جديدة في بغداد وتوثقت الصلة باوروبا.[8]